# Daniel Lindtmayer II

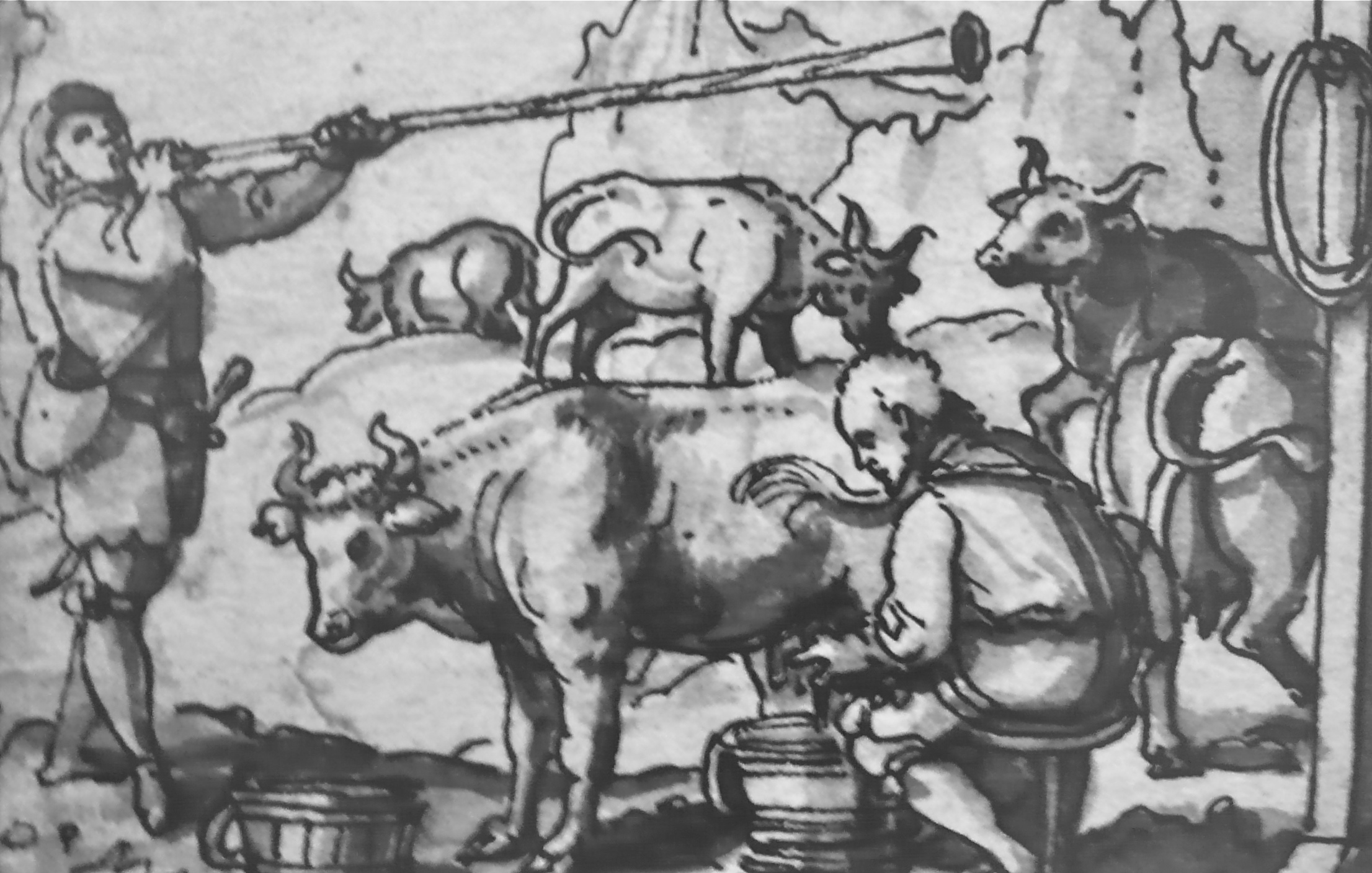
Daniel Lindtmayer, Berger et joueur de tiba, 1601, Llanz, Reguinalmuseum Surselva

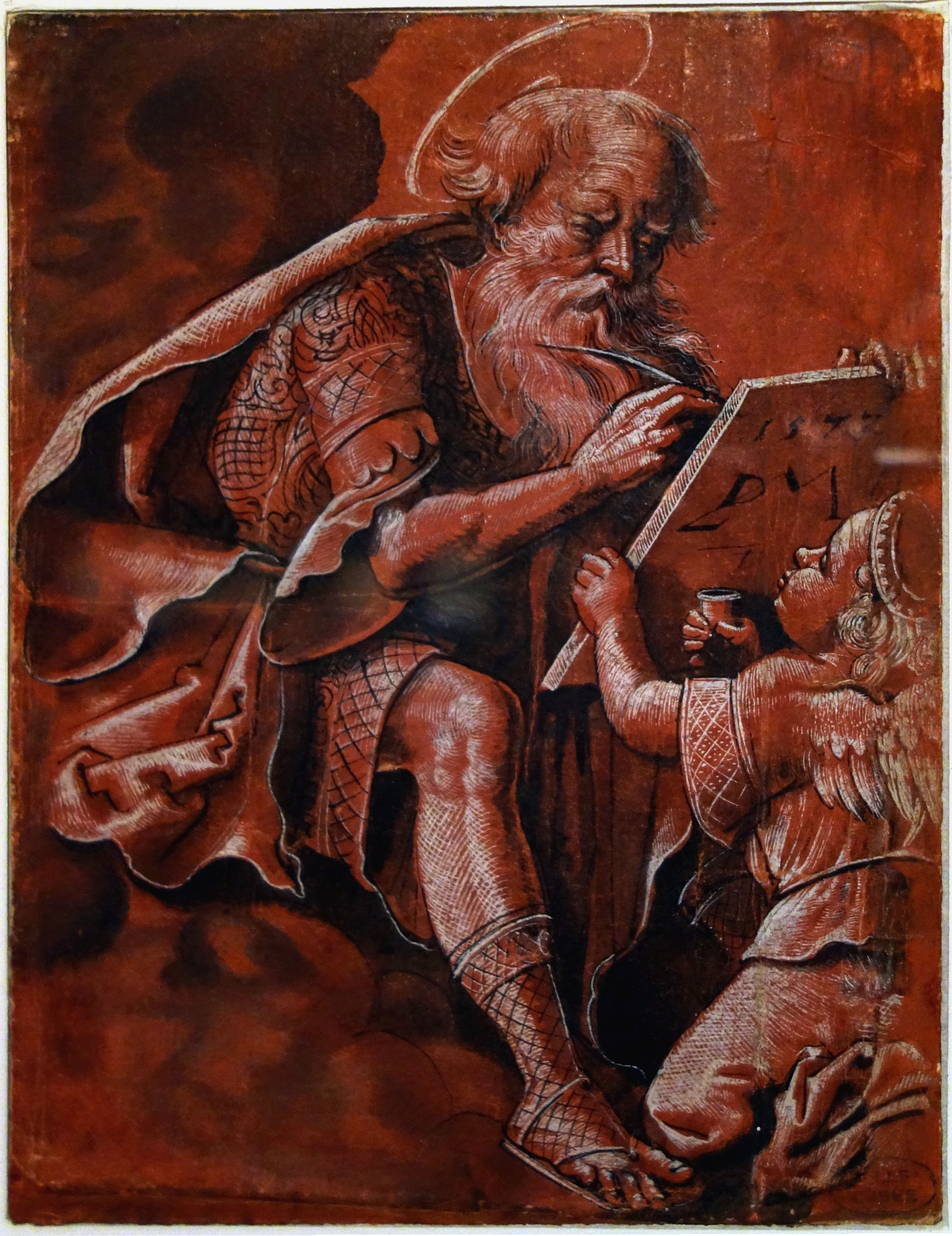
Lille, Saint Jean à Patmos.

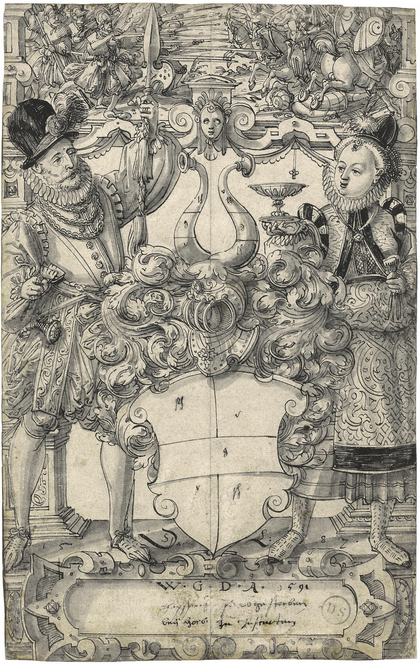
Chicago, The Art Institute, Les Armes des Habsbourg avec un couple élégant.

Daniel Lindtmayer II est un dessinateur suisse né à Schaffhouse où il a été baptisé le 24 avril 1552. Il est mort en 1603.

## Biographie
Fils de Felix Lindtmayer (le jeune) (de) ils sont tous les deux de la famille Lindtmayer (en), comme son père, il a dessiné de nombreux projets de vitraux.

## Œuvres
- Chicago, The Art Institute : un dessin :  Les Armes des Habsbourg entre un couple élégant. (The Arms of Habsberg Flanked by an Elegant Couple), signé du monogramme LD et daté 1587[2].
- Lille, Palais des Beaux-Arts, Saint Jean à Patmos.
- Malibu, Getty Museum : un dessin, projet de vitrail célébrant un mariage, avec deux saisons, le printemps et l’été, (Design for a Marriage Window with the Seasons Spring and Summer)[3]
- Paris, École nationale supérieure des Beaux-Arts : Un recueil contenant seize feuillets d'études, dont treize de Lindtmayer II.
- Paris, musée du Louvre, département des Arts graphiques: 
  - Apologue du roi Stygias mourant, 1578, 
  - David et Bethsabée[4], 1587, 
  - La Résurrection du Christ, 1599,
- Ilanz (Suisse), musée régional de Surselva (de) : Berger et joueur de tiba (instrument) (en).